# 聖多明哥
聖多明各或聖多明哥（发音：[ˈsanto ðoˈmiŋɡo]），全名聖多明各德古斯曼（Santo Domingo de Guzmán），位於多米尼加共和國的國家特區內，為多米尼加的首都。它是多米尼加共和國的首都和最大城市，也是加勒比地區人口最大的都市區。截至2020年，城市人口約有1,049,567人，都會區總人口為4,210,121人，僅次於古巴的哈瓦那，是加勒比海地區人口第二多的城市，這座城市與 Distrito Nacional（“D.N.”，“國家特區”）的邊界相連，它本身與聖多明各省的三邊接壤。
聖多明哥是西班牙在美洲地區最早的殖民地，當前為是拉丁美洲經濟最發達的城市之一，並擁有美洲最早的公路、大學、醫院及教堂，該城市的舊城區則被列為世界文化遺產。

## 歷史

### 開墾

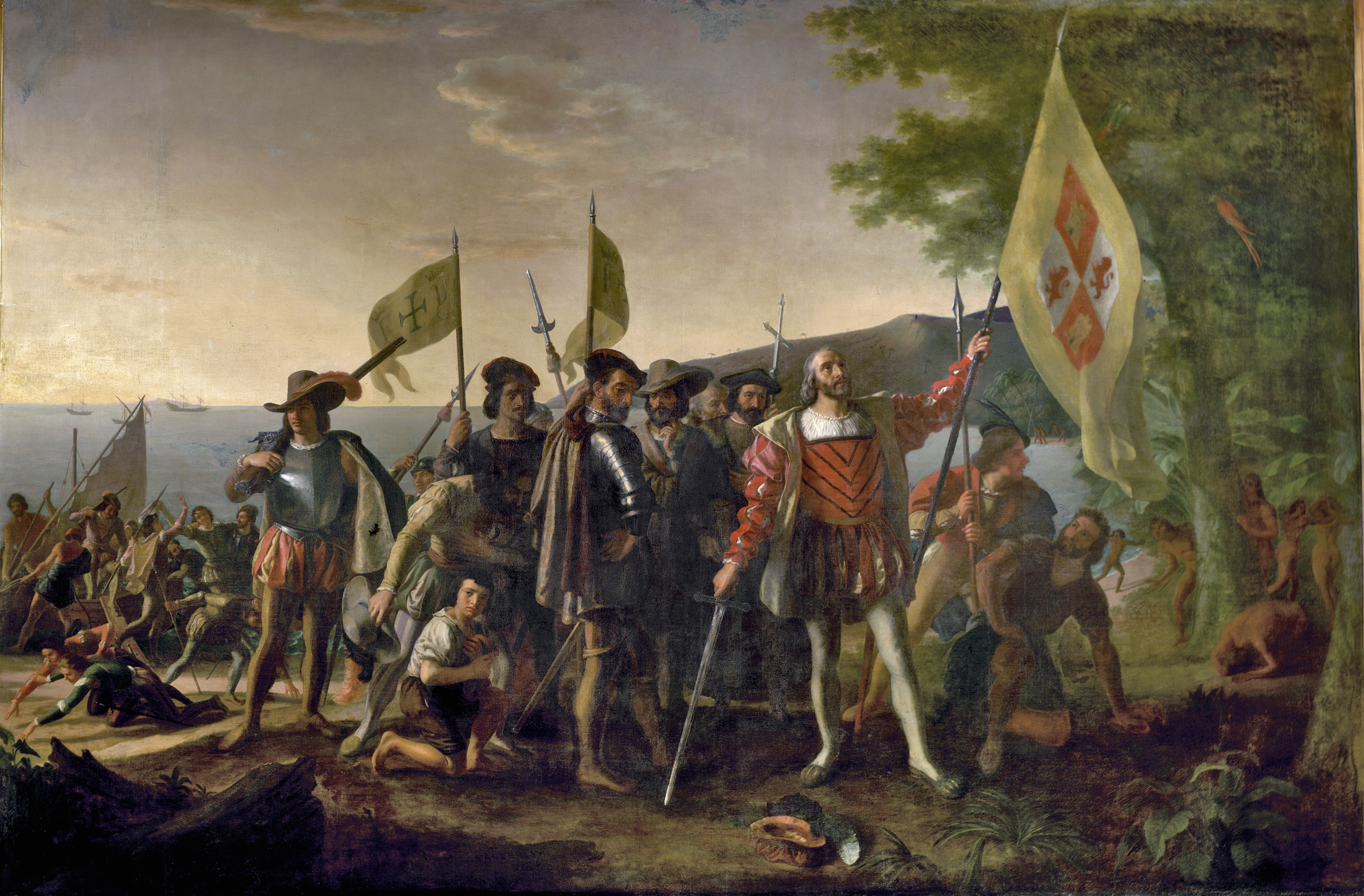
哥倫布來到新大陸

哥倫布於1492年12月5日登陸於現今多明尼加的西北端，並將整個島取名為西班牙島，12月23日哥倫布的航船擱淺於今日的海地角附近，不得已他只好留置艦上其中39人於陸地，用沉船的枕木在當地建立了“聖誕節堡壘”。哥倫布隨著剩下的艦隊繼續往東北航行，探查今日多明尼加北部海岸，隨後即折返西班牙。隔年11月哥倫布帶領著十一艘航艦返回聖誕節堡，發現堡內的西班牙人因為強虜台諾人婦女而全部遭到當地土著殺害。哥倫布後來在聖誕節堡東邊建立了伊莎貝拉城堡，以紀念當時的西班牙伊莎貝拉女王 ，伊莎貝拉城為美洲歷史中第一個殖民地，西班牙人以此為根據地開始往島內探索，並逐漸在北部內陸現今的聖地牙哥附近建立了其它根據地。伊莎貝拉城五年後由於當地傳染病肆虐，最後只得遷都到西班牙島南方。哥倫布的弟弟巴爾托洛梅奧·哥倫布於1496年到1498年在島上的南邊（奧紮馬河東岸），現今的聖多明哥建立了“新依莎貝拉城”。哥倫布死後曾由西班牙移至到多明尼加而埋葬於聖多明哥，現今城外東邊的哥倫布十字燈塔內據稱放有哥倫布的骨灰。

### 建立與殖民地時期

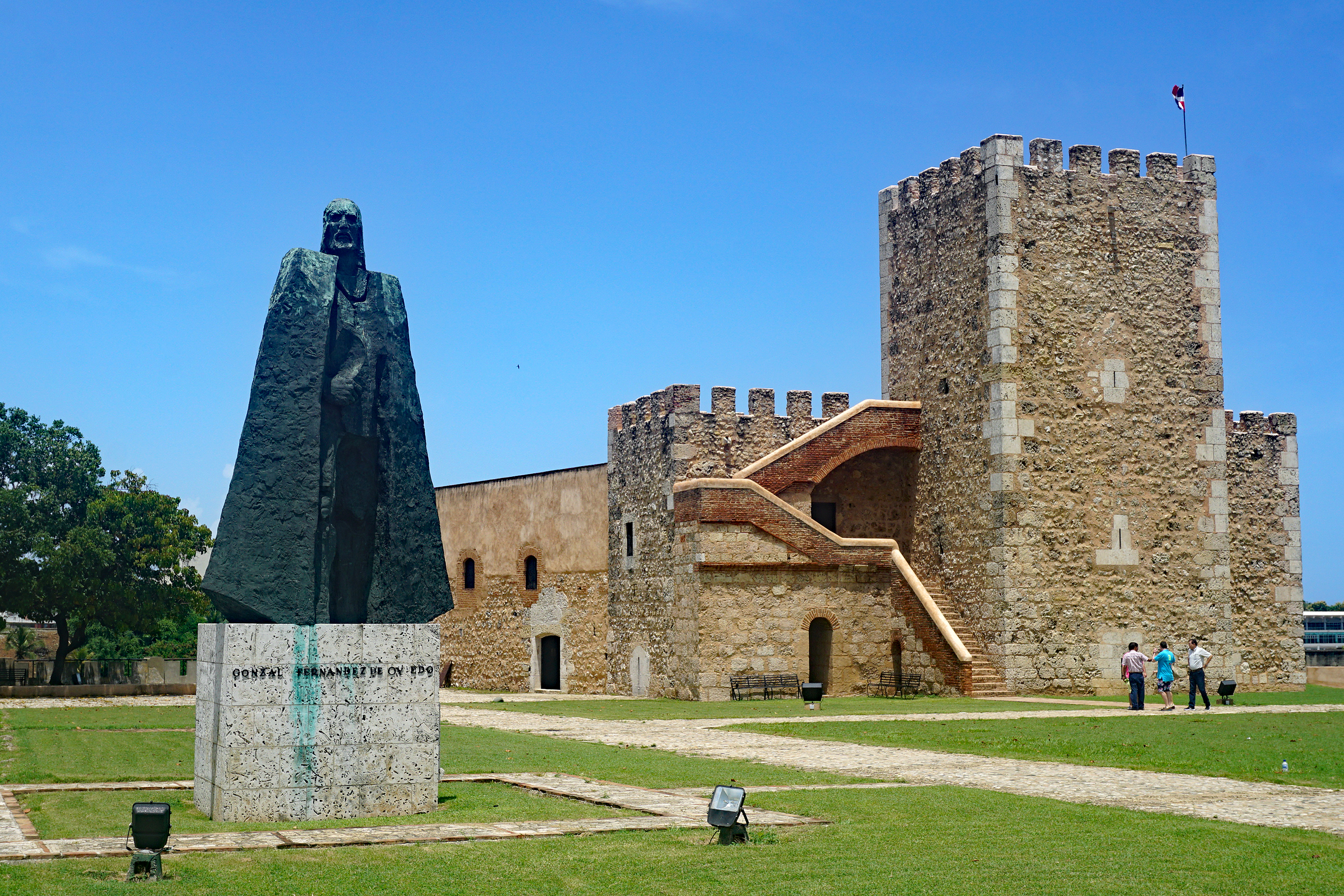
奧薩馬堡壘，西班牙人在美洲建立的第一個永久性軍事建築

1502年，由於新依莎貝拉城遭到颶風摧毀，在新總督尼古拉斯·德·奧萬多（Nicolás de Ovando）的命令下將新城遷至河西岸，並建造了奧薩馬堡壘，自此，聖多明哥城了美洲最古老連續有人居住的歐洲定居點，也是西班牙在新大陸的殖民統治的第一個所在地，在大航海時代，聖多明哥是許多探索和征服新世界的平台，被譽為：「通往加勒比海的門戶」。
然而居住在這些土地上的土著成為了西班牙人的奴隸，從事掘金、種植甘蔗和養牛，許多原住民也因為反抗而遭到殺害，由於西班牙人帶來的天花傳播，泰諾人於1544年在島上絕跡。1586年，英國著名的私掠船長皆探險家法蘭西斯·德瑞克爵士佔領了聖多明哥城並向西班牙王室索要贖金，而德雷克在伊斯帕尼奧拉島的入侵和洗劫嚴重削弱了當地西班牙統治的權利，因此聖多明哥城的首府地位遭到遺棄，並任由海盜擺佈了50多年，也造成當地人口大多遷往內地，直到1655年，在奧利弗·克倫威爾派出的遠征隊襲擊了聖多明哥後，海盜們才被擊敗並撤退。
1795年，法國和西班牙在瑞士簽訂《巴塞爾和約》，同意把西班牙島東部的聖多明哥區域讓給法國，使西班牙島完全成為法國殖民地。六年後，由於海地黑人圖桑-盧韋蒂爾帶領著其他黑人奴隸群起反抗法國統治，並在1801年奪下聖多明哥，進而統一了整個西班牙島，但在拿破崙將軍於1802年派遣軍隊攻佔聖多明哥區域，並在島上制服圖桑並將他遣送到法國判刑後，仍無法攻佔島上西北邊由反抗軍駐守的聖多明城。 

1808年，當法軍侵略西班牙的同時，島上東部聖多明哥地區的反抗軍受到當時與西班牙同盟的英國和海地的援助，終於擊退法國的部隊，使聖多明哥地區重新成為西班牙的殖民地，不過聖多明哥回歸西班牙統治後，當地人民逐漸產生了獨立建國的共識，因此在1821年，前任聖多明哥總督荷西·努涅斯·德·卡塞雷斯（José Núñez de Cáceres）將軍領導下在聖多明哥宣告建國，並將國家命名為西班牙海地（Haití Español），然而九週後，海地的總統布瓦耶率軍佔領了西班牙海地，再次完成了全島統一，由於這些動盪的大事件，最終令聖多明哥失去了很大一部分的西班牙人口。

### 獨立與近代
1844年，多米尼加民族英雄胡安·巴勃羅·杜阿爾特（Juan Pablo Duarte）為了爭取家鄉聖多明哥的獨立，海地展開了獨立戰爭並同時宣告多明尼加共和國獨立，在接下來幾十年的動盪中，這座城市是各個政治群雄爭奪與對抗海地的重要舞台，各地大小戰爭不斷，發生了如3月19日戰役、3月30日戰役、拉斯卡雷拉斯戰役、貝勒之戰等著名的戰役，1861年，該國回到西班牙手中，後者與多米尼加領導人佩德羅·桑塔納達成協議，後者贏得了無數榮譽頭銜和特權，以換取這個年輕的國家併入西班牙。多米尼加復興戰爭始於1863年，但在1865年西班牙退出後，該國再次獲得自由。
1861年，弗朗西斯科·羅薩里奧·桑切斯統帥與西班牙皇室簽署協定，讓多明尼加併為西班牙的屬國。但是反對者的聲浪一直不斷，並於1863年掀起了復國戰爭，然而在各界抗議下，戰爭持續不到三年，西班牙軍隊於1865年完全從島上撤離。
在接下來19世紀末期與20世紀初，除了在1916-1924年因防止德國勢力滲透到當地而遭到美國的佔領之外，聖多明哥的政治與發展依然處在不穩定的狀態。1930年，這座城市遭受了聖澤農颶風的毀滅性襲擊，造成該城市廣泛的破壞。在1936年至1961年間，聖多明各被稱為「特鲁希略城」（Ciudad Trujillo），這是以當時多米尼加的獨裁者拉斐尔·特鲁希略（Rafael Trujillo）的名字命名。不過當他被暗殺後，這座城市又再次恢復了原來的名稱。
1965年至1966年間，因多米尼加內戰因素，美國曾因此派遣了部隊再度暫時佔領了聖多明哥。

### 當代

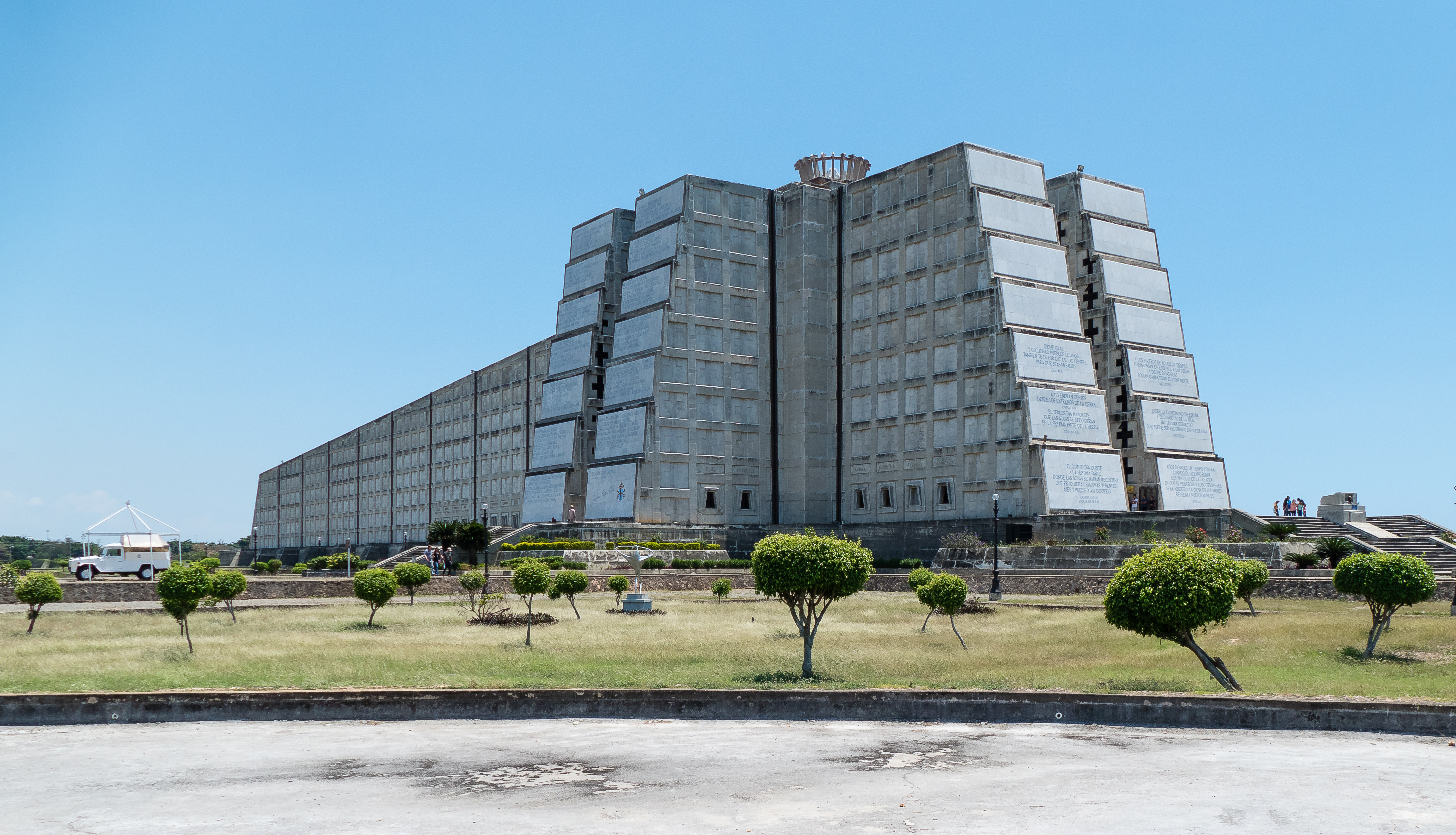
哥倫布燈塔

1992年，因慶祝發現美洲500 週年，當地為了向克里斯托弗·哥倫布致敬，而建造名為哥倫布燈塔的陵墓紀念碑，當前聖多明哥，是多米尼加共和國的文化、金融、政治、商業和工業中心，該國絕大多數最重要的產業都位於該市內。聖多明各也是該國的主要海港。該市位於奧薩馬河河口的港口可容納最大的船隻，該港口處理繁忙的客運和貨運交通。全年氣溫高，冬季涼爽的微風，同時聖多明各是新世界第一所大學、大教堂、城堡、修道院和堡壘的所在地，該市的殖民區被聯合國教科文組織宣佈為世界遺產。
此外，當地曾多次舉辦過2003年泛美運動會、1974年中美洲和加勒比運動會等多次國際體育活動。

## 地理
聖多明哥位於北緯18°29'，西經69°55'，位置是在西班牙島的南邊，面向加勒比海，城東邊位於舊城區旁的歐薩瑪河注入加勒比海的河口。

### 氣候
聖多明哥的平均氣溫變化不大，因為熱帶信風全年有助於緩解炎熱和潮濕的影響，由於這些信風，聖多明哥為典型的熱帶季風氣候，12月至3月是最涼爽的月份，白天溫暖，濕度較低，夜晚涼爽，7月到9月則是最熱的時段。
聖多明哥各平均每年降雨量為1,445毫米（56.9 英寸）。最乾燥的月份是從12月到4月，然而，由於西南邊的信風和山脈，即使在這幾個月中該地也會下雨。然而最乾燥月份的降雨量則略低於60毫米（2.4 英寸），此外與加勒比地區的許多其他城市一樣，聖多明各非常容易受到颶風的影響而造成嚴重破壞。根據歷史記錄，聖多明哥的最低溫度是1951年2月5日和 1957年1月7日的 11.0°C（51.8°F），最高溫度則為2002年5月29日的 39.5°C（103.1°F）。
| 月份 | 1月         | 2月         | 3月         | 4月         | 5月          | 6月          | 7月          | 8月          | 9月          | 10月         | 11月         | 12月        | 全年          |
| --- | ----------- | ----------- | ----------- | ----------- | ------------ | ------------ | ------------ | ------------ | ------------ | ------------ | ------------ | ----------- | ------------- |
| 历史最高温 °C（°F）                                                                                                   | 34.4 (93.9) | 33.9 (93.0) | 36.0 (96.8) | 37.0 (98.6) | 39.5 (103.1) | 37.2 (99.0)  | 37.8 (100.0) | 38.8 (101.8) | 36.7 (98.1)  | 38.8 (101.8) | 35.0 (95.0)  | 33.5 (92.3) | 39.5 (103.1)  |
| 平均高温 °C（°F） | 29.4 (84.9) | 29.3 (84.7) | 29.6 (85.3) | 30.3 (86.5) | 30.6 (87.1)  | 31.3 (88.3)  | 31.7 (89.1)  | 31.8 (89.2)  | 31.6 (88.9)  | 31.3 (88.3)  | 30.8 (87.4)  | 29.8 (85.6) | 30.6 (87.1)   |
| 日均气温 °C（°F） | 24.7 (76.5) | 24.6 (76.3) | 25.1 (77.2) | 25.8 (78.4) | 26.5 (79.7)  | 27.2 (81.0)  | 27.3 (81.1)  | 27.4 (81.3)  | 27.3 (81.1)  | 26.9 (80.4)  | 26.3 (79.3)  | 25.2 (77.4) | 26.2 (79.2)   |
| 平均低温 °C（°F） | 20.0 (68.0) | 19.9 (67.8) | 20.5 (68.9) | 21.4 (70.5) | 22.5 (72.5)  | 23.1 (73.6)  | 23.0 (73.4)  | 23.0 (73.4)  | 23.0 (73.4)  | 22.6 (72.7)  | 21.9 (71.4)  | 20.6 (69.1) | 21.8 (71.2)   |
| 历史最低温 °C（°F）                                                                                                   | 11.0 (51.8) | 11.0 (51.8) | 13.3 (55.9) | 15.5 (59.9) | 16.5 (61.7)  | 18.6 (65.5)  | 18.2 (64.8)  | 18.0 (64.4)  | 18.0 (64.4)  | 17.0 (62.6)  | 17.0 (62.6)  | 13.0 (55.4) | 11.0 (51.8)   |
| 平均降雨量 mm（） | 74.5 (2.93) | 67.9 (2.67) | 61.9 (2.44) | 72.1 (2.84) | 176.6 (6.95) | 116.4 (4.58) | 131.2 (5.17) | 178.1 (7.01) | 208.7 (8.22) | 186.2 (7.33) | 132.5 (5.22) | 82.9 (3.26) | 1,489 (58.62) |
| 平均降雨天数（≥ 1.0 mm）                                                                                              | 8.3         | 6.8         | 7.0         | 6.5         | 10.5         | 9.3          | 10.8         | 11.5         | 12.1         | 12.5         | 10.7         | 9.1         | 115.1         |
| 平均相對濕度（％） | 82.0        | 81.1        | 80.1        | 79.4        | 82.2         | 82.2         | 82.2         | 83.3         | 84.0         | 84.8         | 84.0         | 82.6        | 82.3          |
| 月均日照時數 | 239.7       | 229.6       | 253.4       | 248.8       | 233.9        | 232.3        | 225.9        | 231.6        | 219.9        | 230.7        | 227.5        | 224.1       | 2,797.4       |
| 来源1：ONAMET |             |             |             |             |              |              |              |              |              |              |              |             |               |
| 来源2：Diario Libre (May record high, and record lows for January and February), Meteo Climat (record highs and lows) |             |             |             |             |              |              |              |              |              |              |              |             |               |

## 人口
聖多明哥的人口統計資料與該國的其他大都市區相似，不同之處在於該市的移民人口（主要是海地人）較多，因為與其他省份相比，在聖多明哥找工作相對容易，與該國大部分地區一樣，聖多明哥的主要居民是由土生土長的非裔多米尼加人、西裔多米尼加人與原住民所組成，該市也有來自歐洲、亞洲以及其他拉丁美洲國家的新移民。還有大量委內瑞拉人和波多黎各人，以及美國出生的多米尼加人。

## 政府

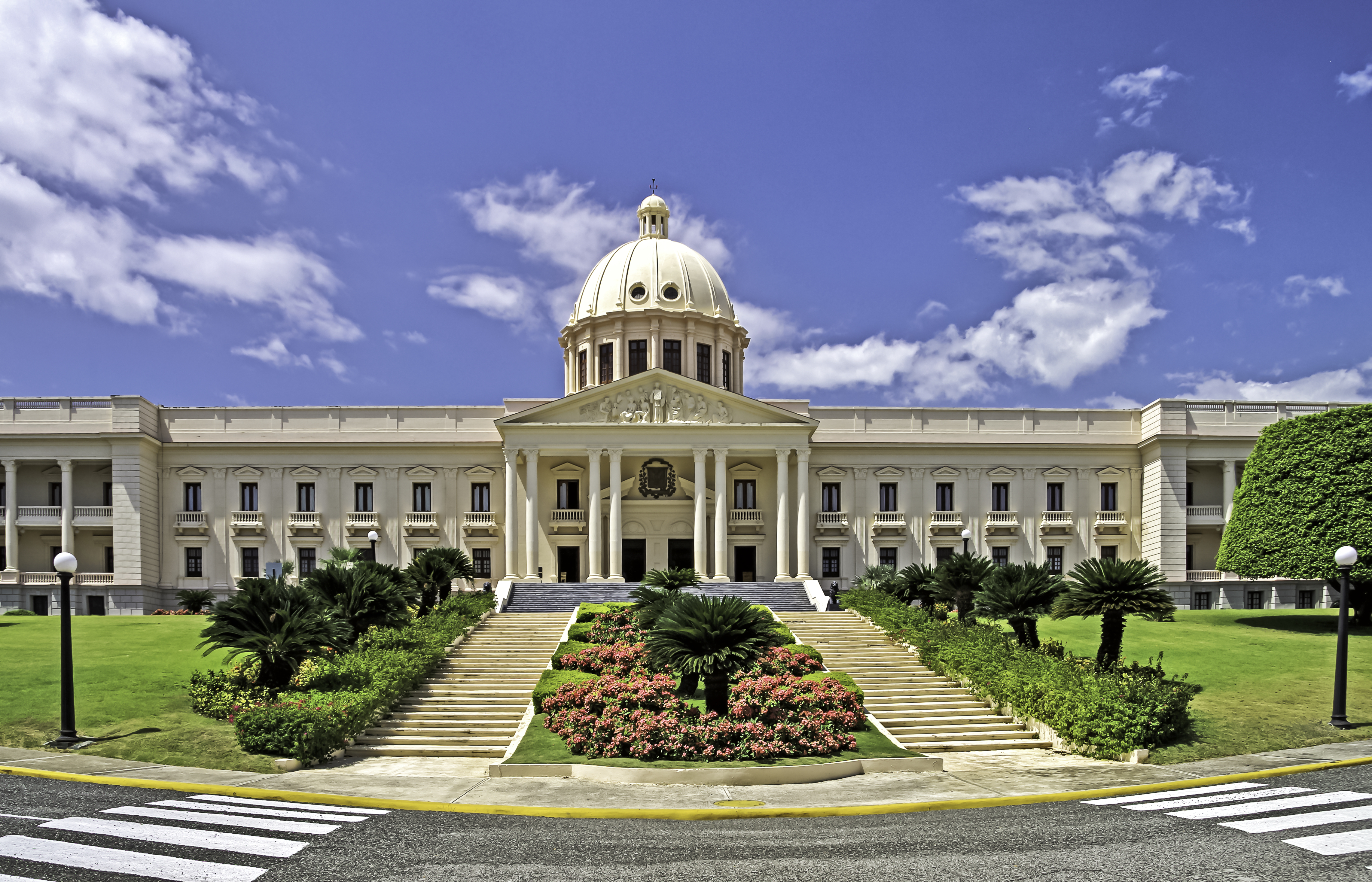
國家宮，多米尼加行政部門（總統和副總統）的辦公室

聖多明各是多米尼加共和國國家政府、立法、司法和行政政府的所在地，總統辦公室（國家宮）和各部委、國會、最高法院和其他主要政府機構都位於大都市區。該市則由負責市政職能的國民議會（Ayuntamiento del Distrito Nacional）管理。
其中旗下設立的Policía Nacional”（國家警察）和“Policia Turística”（旅遊警察）（POLITUR）的任務，是加強城市治安的安全。

## 經濟
聖多明各是多米尼加共和國的金融中心，也是該國大部分財富的聚集，許多國內和國際公司的總部或地區辦事處都設在聖多明各。由於其地理位置和經濟穩定，該市近年來吸引了許多國際公司和加盟連鎖來此開設，如IKEA、Goldcorp和巴里克黃金公司等公司。
此外，1990年代後期開放的現代化電信設施與系統，也是促使城市發展和參與全球競爭的一個關鍵因素，近年來由於該市的經濟增長，該市也建設了許多高密度住宅大樓、購物中心、高架公路、地鐵擴建等基礎設施。儘管當前聖多明各擁有蓬勃發展的中產階級，而貧富差距議題仍然是當前該市面對的巨大問題。

## 交通

### 地鐵

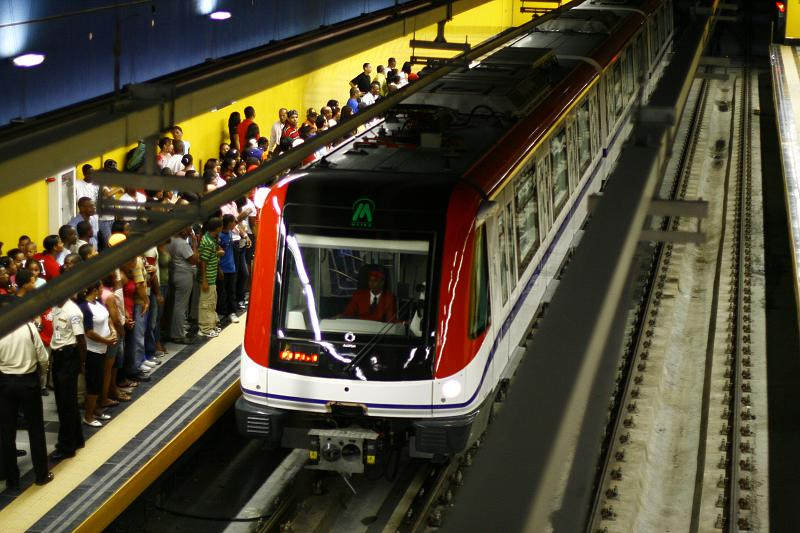
聖多明哥地鐵

聖多明各擁有地下和高架捷運地鐵系統。按總長度和車站數量計算，是加勒比海地區規模最大的地鐵系統，於2009年正式營運。根據政府資料，每天有超過300,000人乘坐 該地鐵。
2018年，一條 5公里長的聖多明各纜車（teleferico）向公眾開放，旨在為大都市區東部和北部的貧民窟地區提供服務，並作為地鐵的支線使用。每天有超過 12,000 人使用纜車。

### 機場
聖多明各當地設有兩個機場。伊莎貝拉國際機場於2006年竣工，位於該市北部，距市中心數公里；主要提供國內線航班以及加勒比海地區之短程國際航線的民航業務。亞美利加國際機場則是負責提供來往北美、西歐、南歐等長程國際航線的民航業務，更是對外航空交通的主要門戶。

### 港口
聖多明各港是該城市的海運設施，瀕臨加勒比海和奧薩馬河，也是該國最大的深水良港。當前該港口已作為都市更新的一部分而翻新工程，旨在將港口區與殖民城市整合起來，未來預計透過遊輪、遊艇和一般旅遊業打造全新的觀光地。

## 文化

### 建築
聖多明各最著名的許多地標都位於該市的舊城區，該區自1990年以來就被聯合國教科文組織列為世界遺產。殖民區與奧薩馬河接壤，以哥伦布公园為中心，保存了16世紀早期殖民地建築，包括富麗堂皇的房屋、各種具有文化和歷史特色的紀念碑、以及反映世紀晚期建築風格的教堂等。
其中包括了肉身成道圣玛利亚圣殿都主教座堂，這是美洲現存最古老的主教座堂，始建於 1514年，圣方济各修道院（Monasterio de San Francisco）則是美洲第一個修道院，也是這座城市最重要的遺蹟之一。多米尼加共和国國家萬神殿是该国的国家象徵，也是該國最受尊敬的公民的安息之地。伯爵门（La Puerta del Conde）是過去要塞城牆的出入口，曾保護聖多明各免受軍隊和海盜的襲擊。

### 博物館

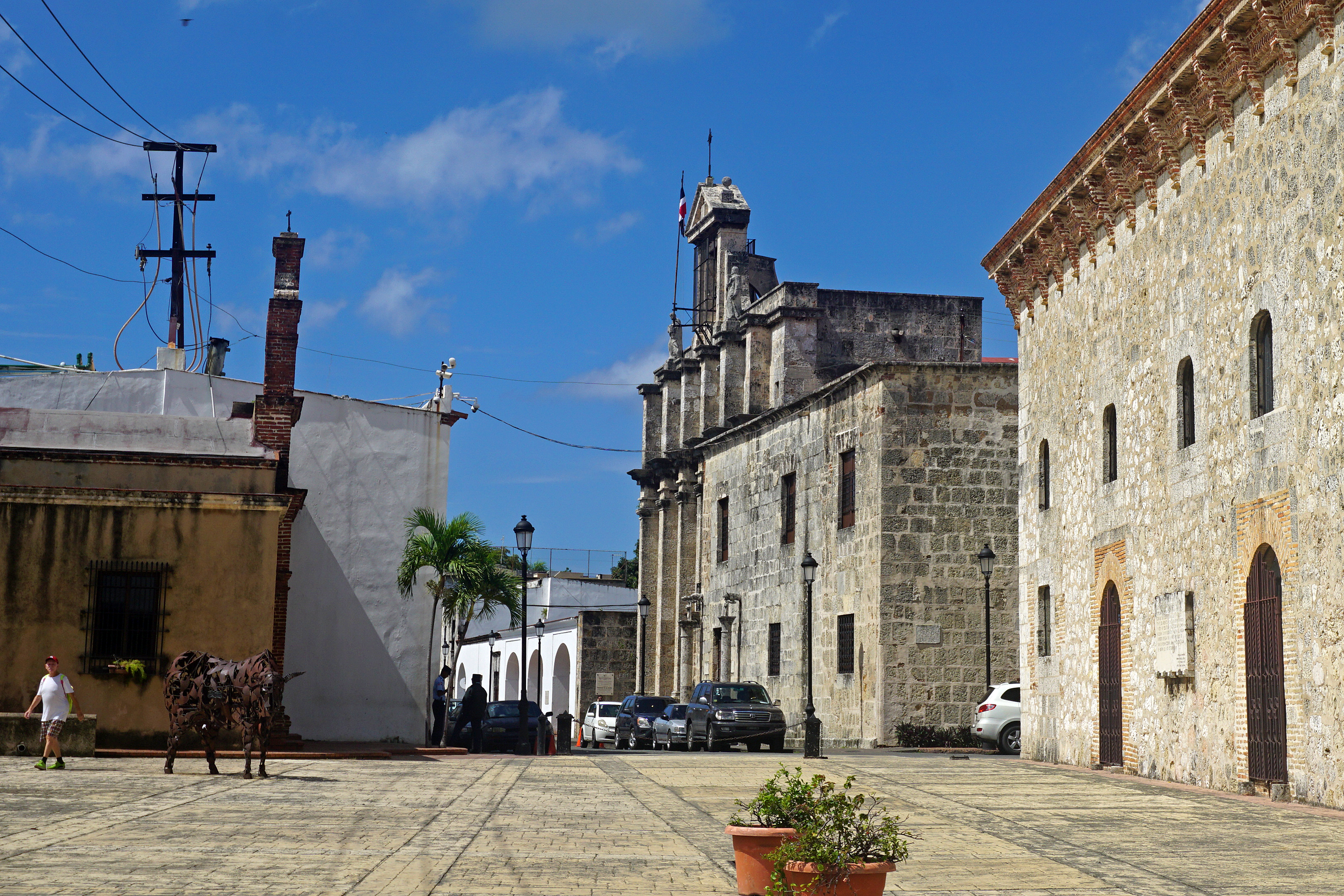
皇家博物館

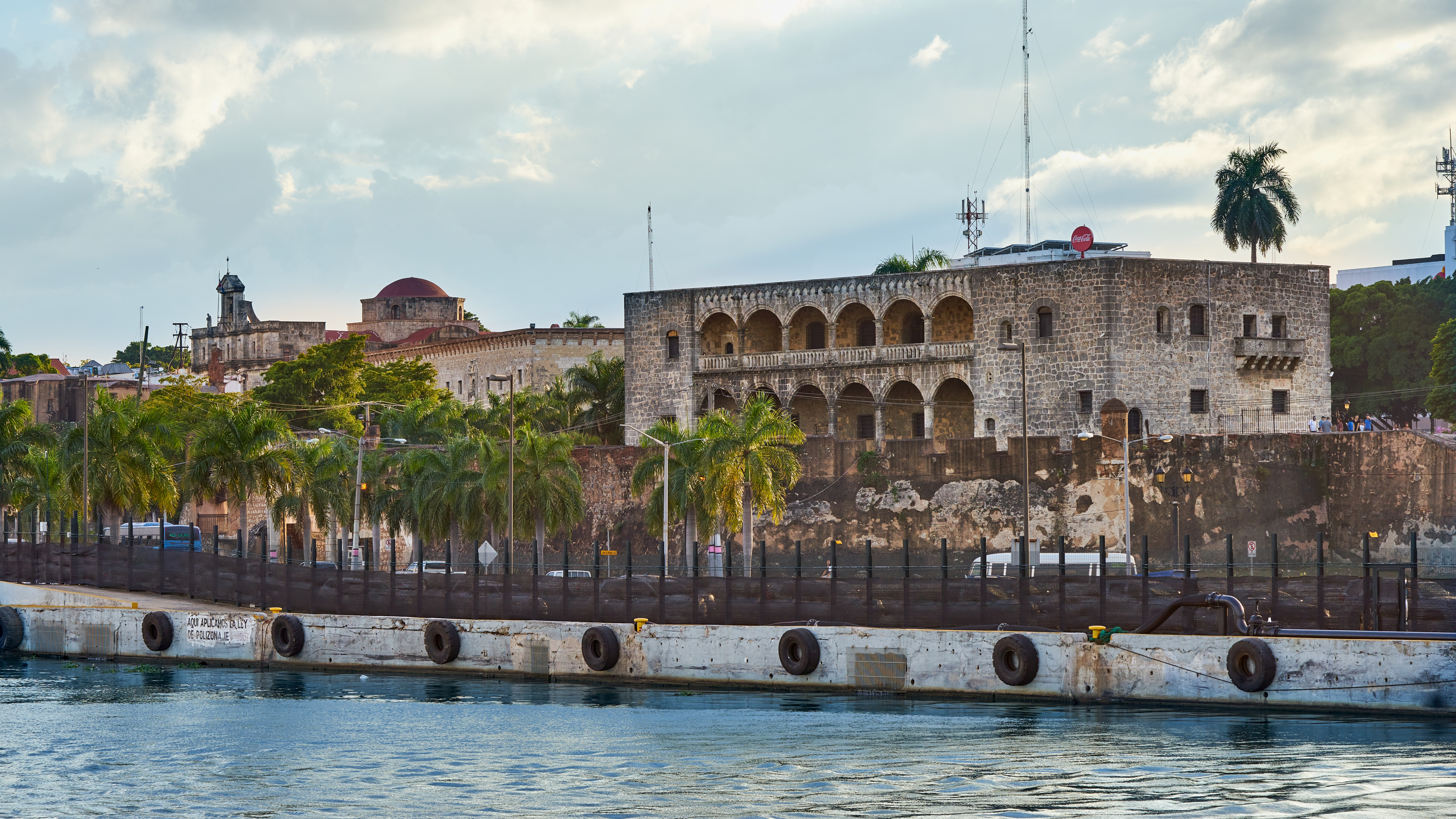
哥伦布宫，第一座於美洲建造的西班牙宮殿

聖多明各擁有眾多展示多米尼加共和國歷史的博物館。大多數座落於舊城區內。
- 哥伦布宫（Alcázar de Colón）：第一座於美洲建造的西班牙宮殿。
- 貝拉帕博物館（Museo Bellapart）：展示19世紀末至1960年間的多米尼加藝術。
- 多米尼加祖国祭坛（Altar de la Patria）：開國元勳們的安息地
- 皇家造船廠博物館（Reales Atarazanas）：展示水下考古的古物遺產與多米尼加的海軍歷史
- 皇家博物館（Museo de las Casas Reales）：展示多米尼加殖民時期的歷史、文物、畫作
- 杜阿爾特故居博物館：展示曾領導多米尼加的領導人爭取獨立的歷史
- 自然歷史博物館（Museo de Historia Natural）：展示多米尼加的生物多樣性和生態棲息地的資料。
- 人類博物館（Museo del Hombre Dominicano）：展示國家人類學、前哥倫佈時期考古學、民族學等非物質遺產。
- 琥珀世界博物館（Museo Mundo del Ámbar）：展示國家琥珀的開發利用。
- 現代藝術博物館（Museo de Arte Moderno）：展示現代和當代民族造型藝術遺產的保護、研究、展覽。
- 國家歷史和地理博物館（Museo Nacional de Historia y Geografía）：致力於展示從前哥倫比亞時代到當代的多米尼加歷史。

### 入選世界遺產
1990年，聯合國教育科學文化組織世界遺產委員會第14屆會議決定將「聖多明哥殖民城市」其收入世界遺產名錄，編號第524號，原因如下:
1. 殖民城市聖多明各對加勒比海和美洲大陸城市的發展產生了強大的影響。它的融合型路網和廣場不僅成為美洲新城市的典範。其建於16世紀的機構建築——如國家宮、市政廳、皇家審問院、大法官府和大教堂—已成為未來美洲城市發展的參考。（文化遺產標準二）
2. 聖多明各的初始城市結構依然完好無損的保留著，由於地形要求，其融合型路網的佈局和街道的原始寬度都進行了微小的調整，至於可追溯至 16 世紀初的不朽建築們，則見證了西班牙哥特式風格的衰落和文藝復興風格的初期跡象。（文化遺產標準四）
3. 具有重要性的歷史事件都在聖多明各發生，包含新土地的遠征和征服、福音傳播和是西班牙王室為美洲和亞洲地區頒布的《印度法律》也在此舉行。（文化遺產標準六）

## 圖片

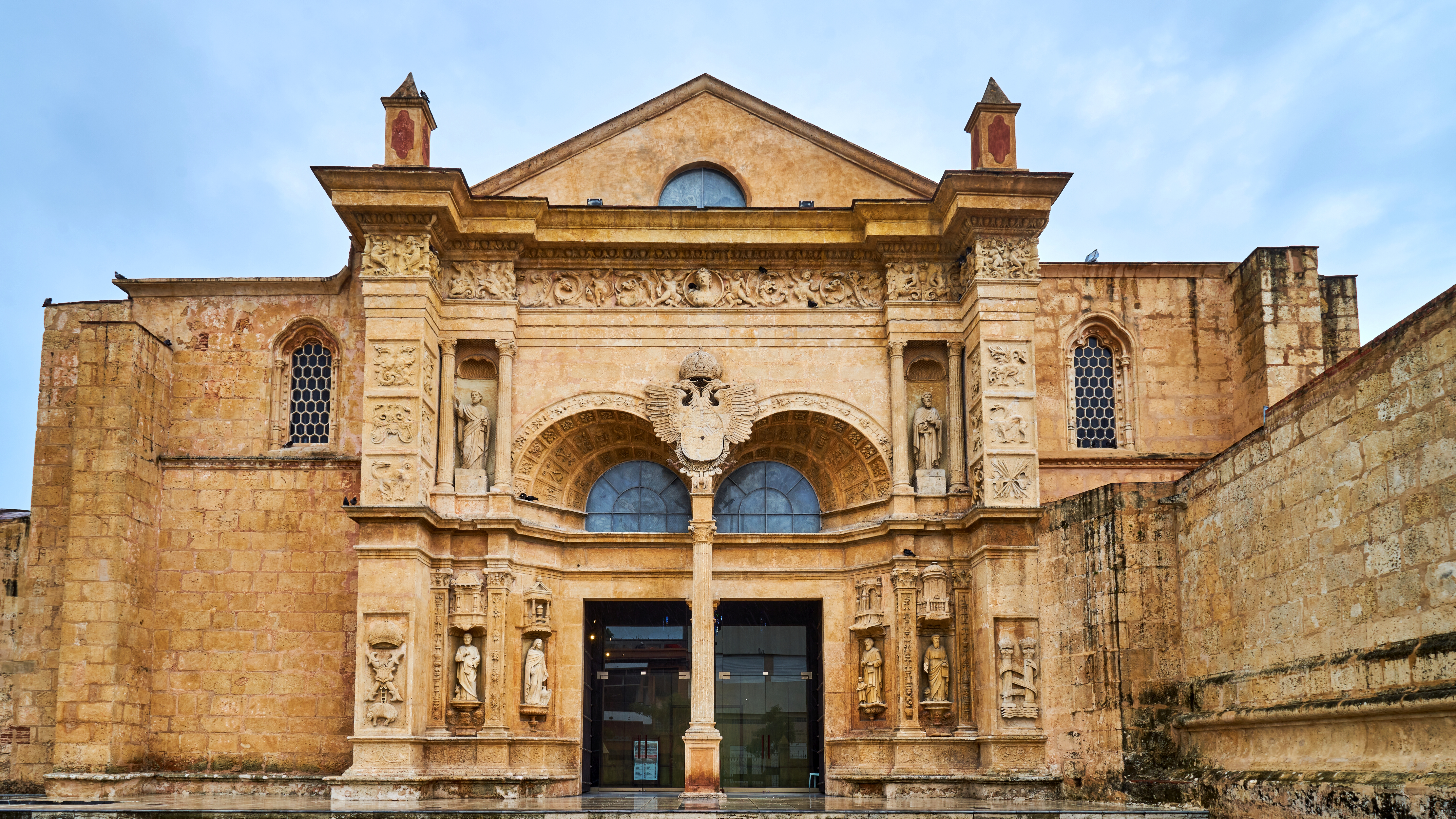
肉身成道圣玛利亚圣殿都主教座堂
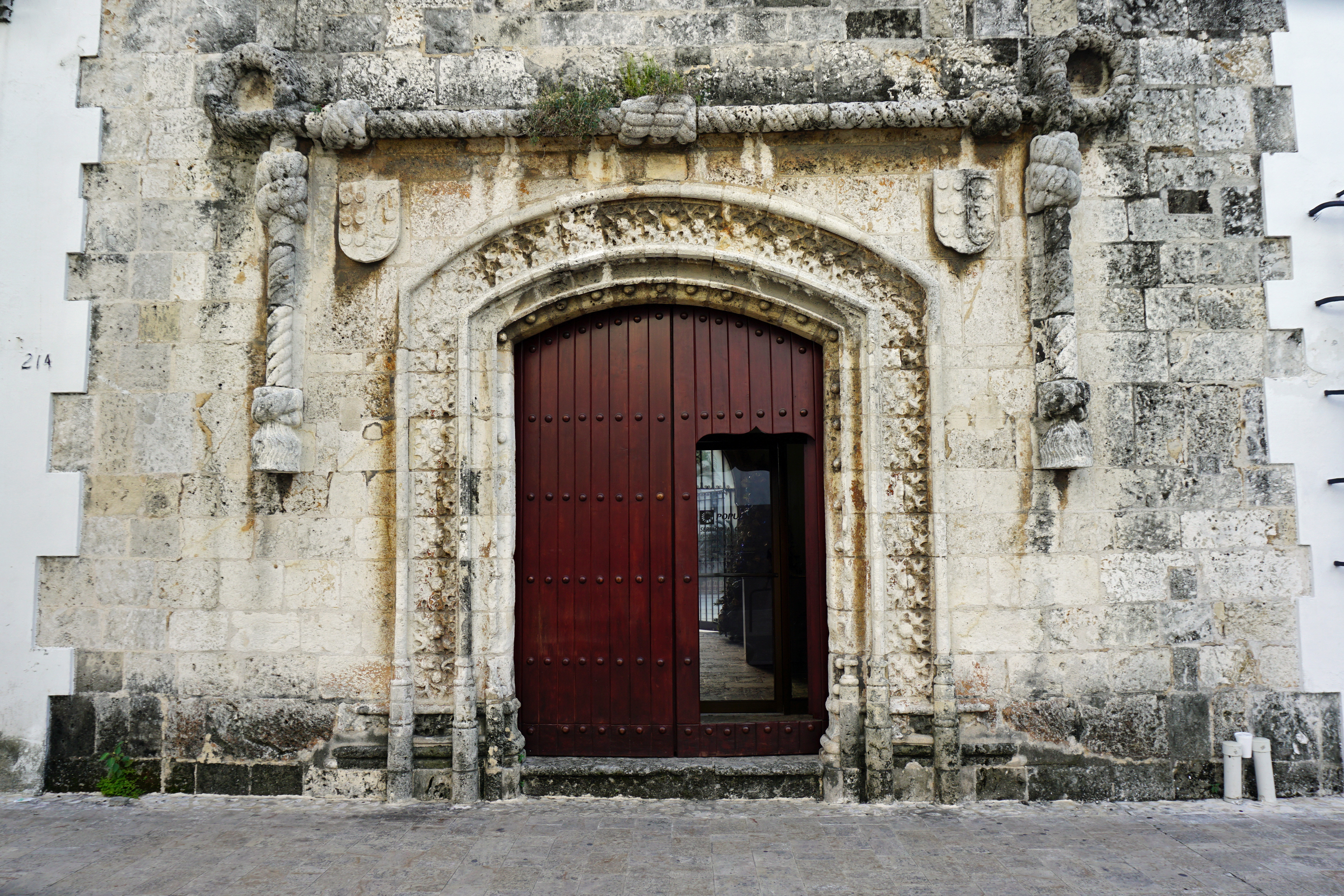
科顿之家，美洲第一個石構造建築
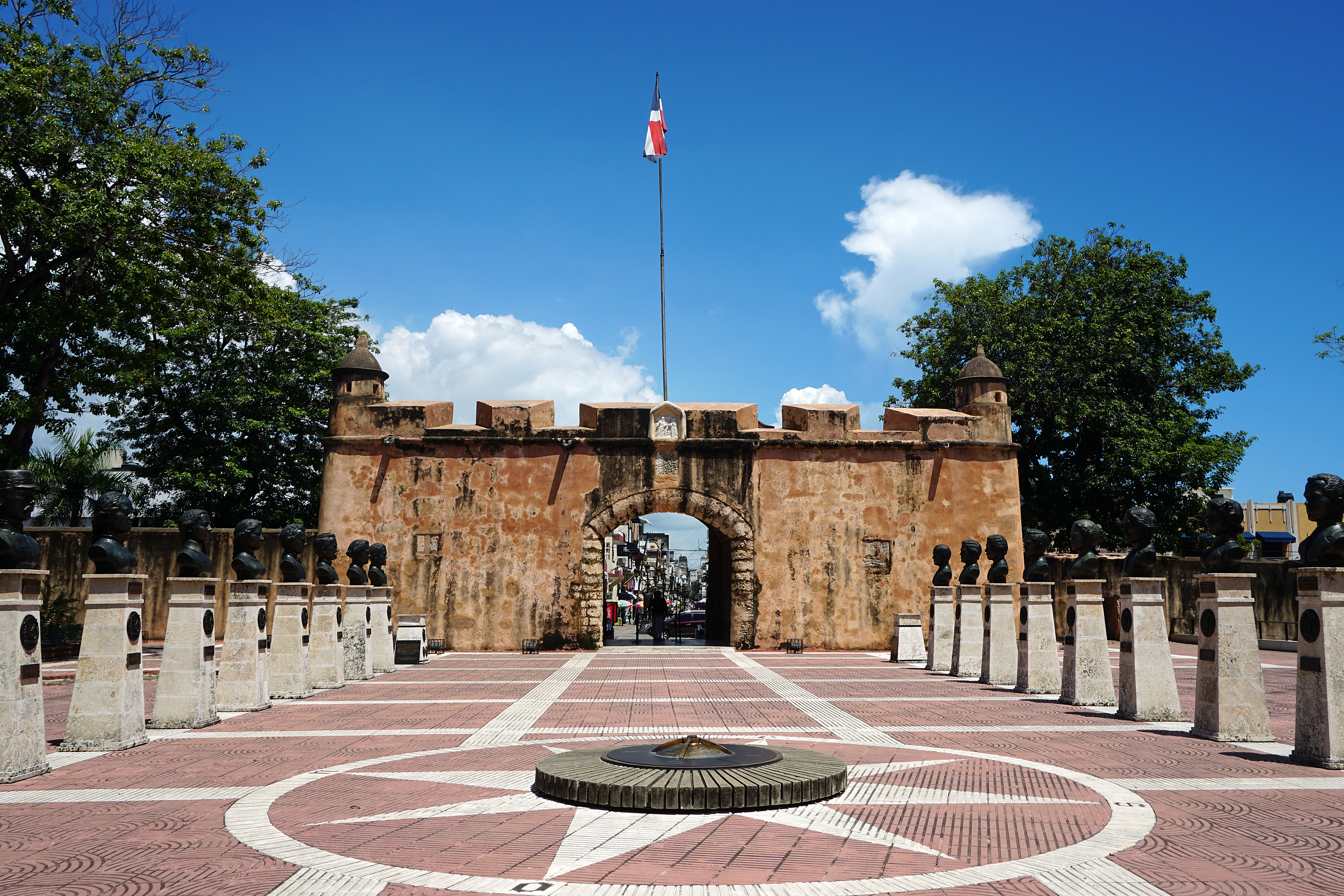
伯爵門
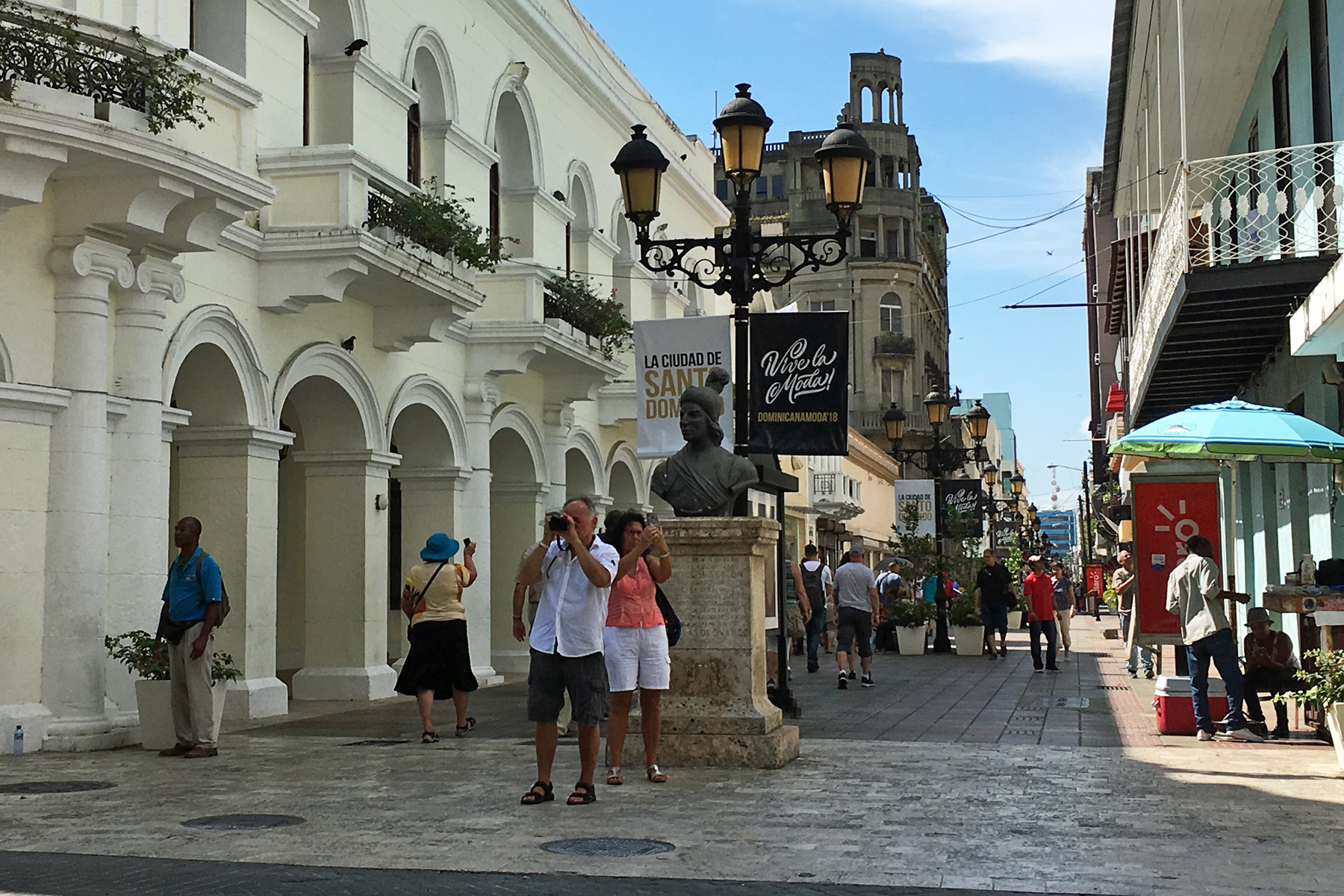
伯爵街

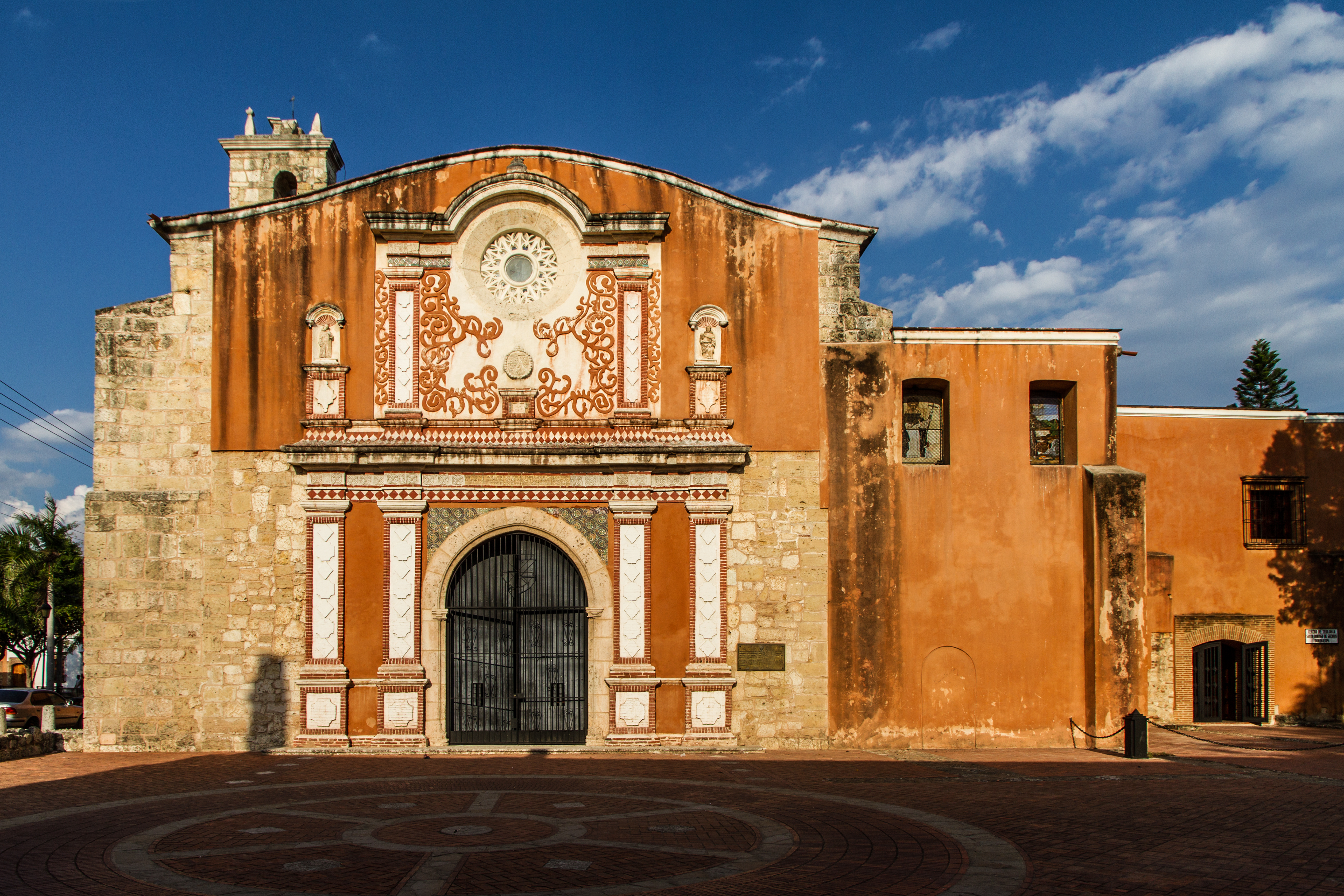
多明我会教堂和修道院
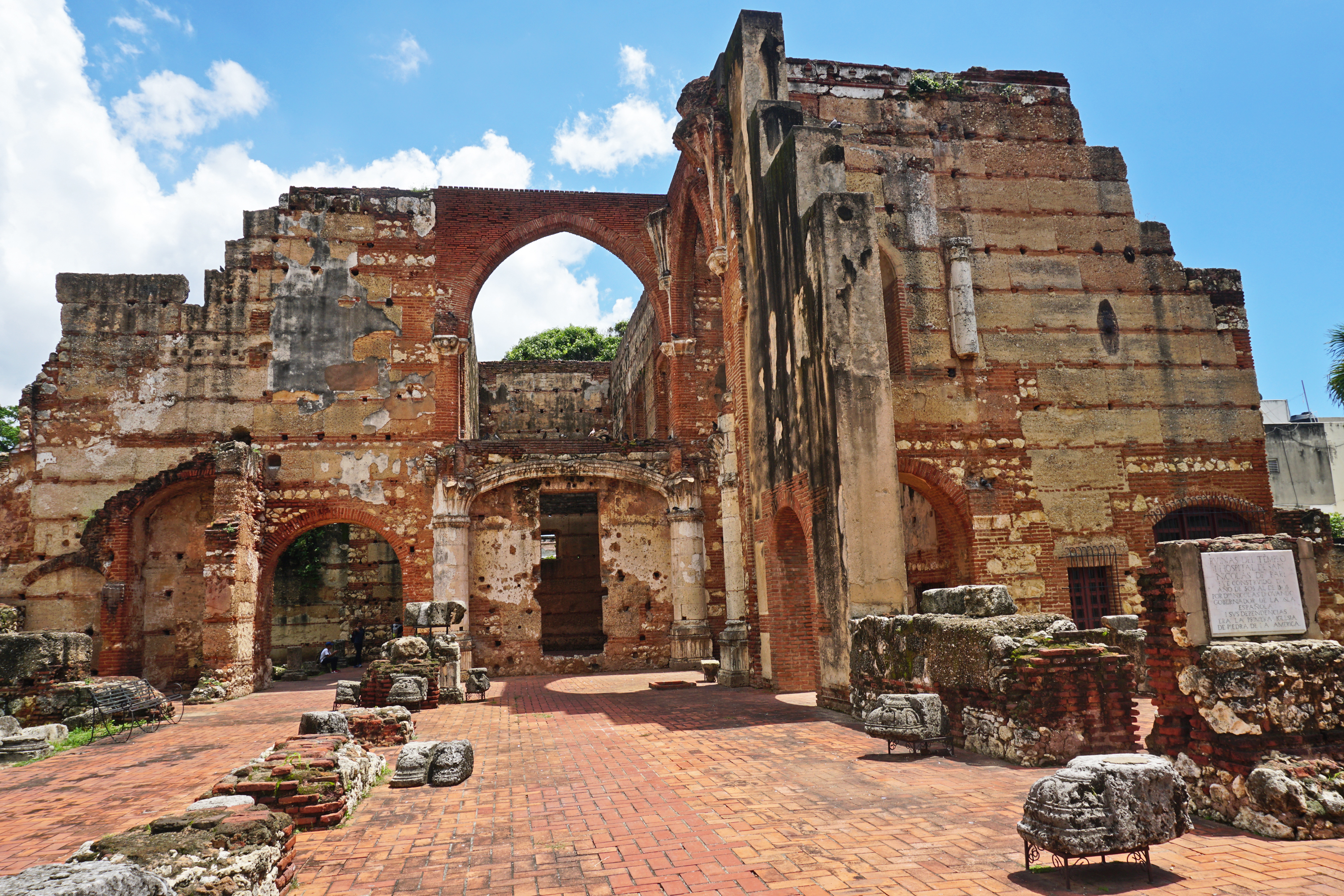
圣尼各老医院，美洲最古老的醫院
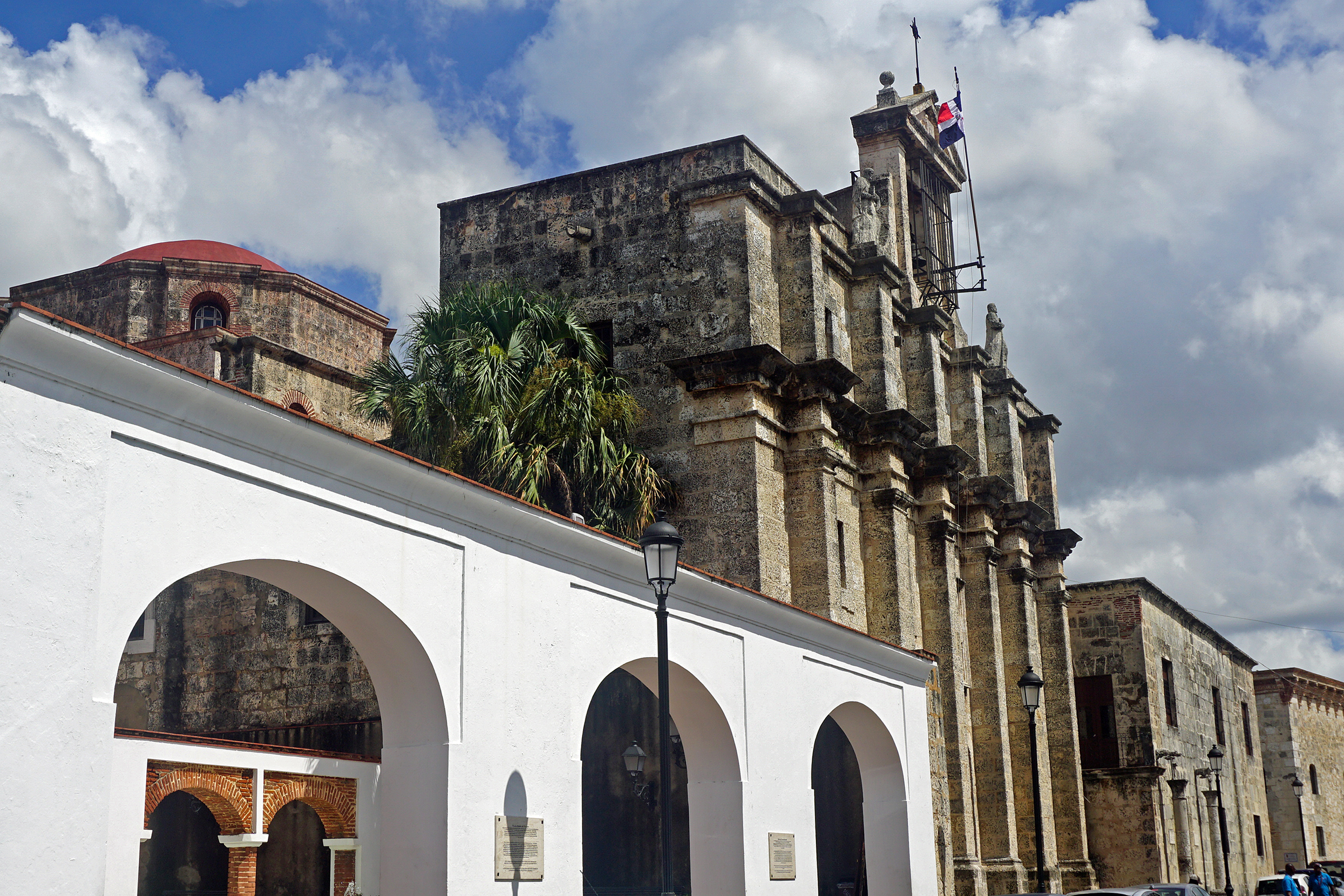
國家萬神殿
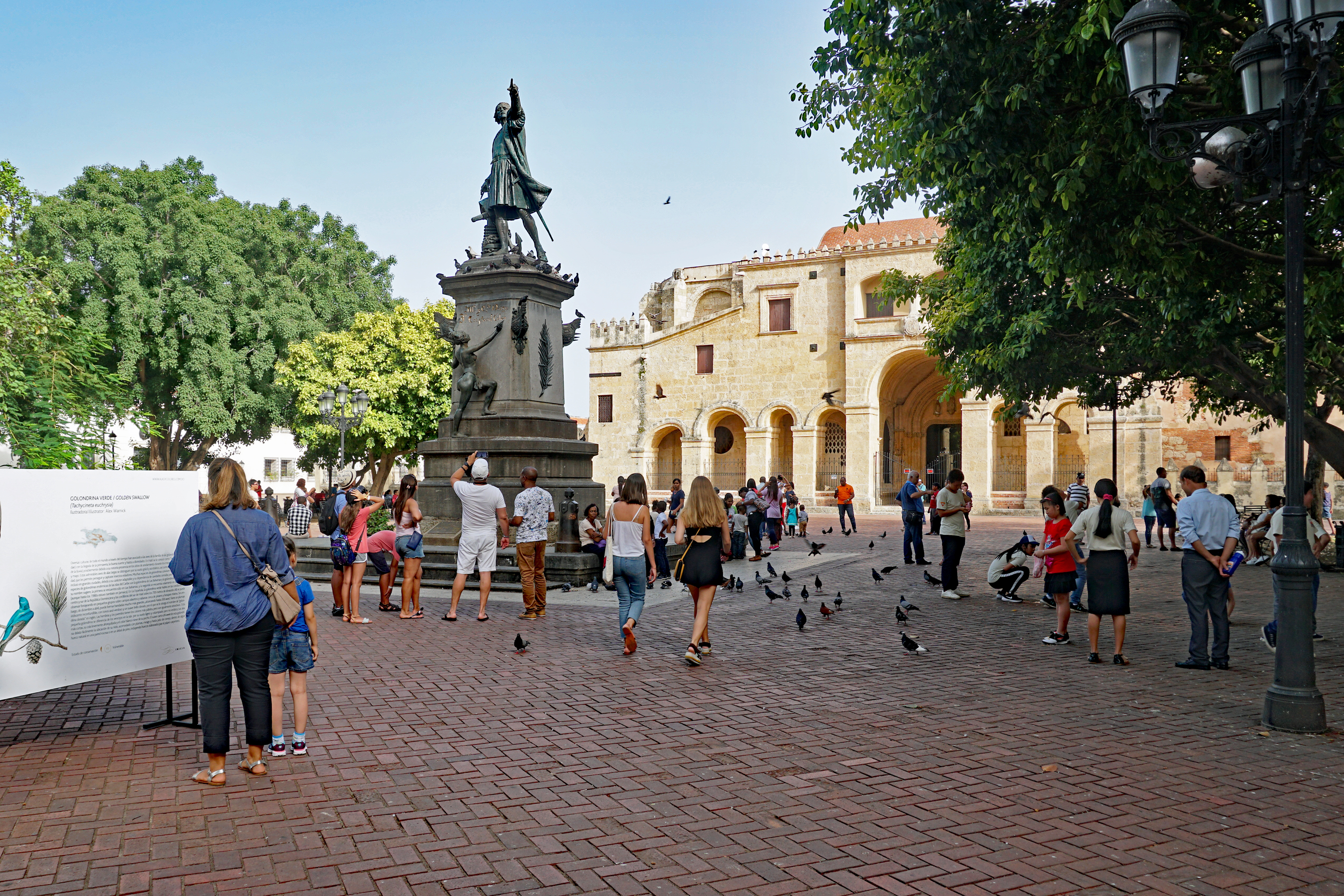
哥倫布公园

## 友好城市
美洲：

- 委內瑞拉首都區卡拉卡斯市
- 哥伦比亚波哥大首都區波哥大市
- 阿根廷布宜諾斯艾利斯市
- 阿根廷聖菲省羅薩里奧縣羅薩里奧市
- 巴西巴拉那州庫里奇巴市
- 巴西亞馬孫州瑪瑙斯市
- 古巴哈瓦那市
- 皮欽查省基多縣基多
- 墨西哥哈利斯科州瓜達拉哈拉市
- 美国紐約州纽约市
- 美国佛羅里達州邁阿密-戴德縣
- 美国佛羅里達州邁阿密-戴德縣邁阿密市
- 美国佛羅里達州聖約翰斯縣聖奧古斯丁市
- 美国羅德島州普羅維登斯縣普洛威頓斯市

歐洲：

- 西班牙馬德里自治區马德里
- 西班牙加利西亞自治區蓬特韋德拉省蓬特韋德拉市
- 西班牙阿拉貢自治區薩拉戈薩省拉穆埃拉市鎮
- 西班牙加那利自治區聖克魯斯-德特內里費省聖克魯斯-德特內里費市
- 法國法蘭西島大區巴黎市

大洋洲：

- 美国夏威夷州檀香山市

亞洲：

- 中華民國台北市
- 菲律賓薩馬省卡巴洛干市（英语：Catbalogan）
- 菲律賓伊莎貝拉省聖地亞哥市（英语：Santiago (Philippine city)）
- 以色列海法區海法市